# Introducing... Craig David
Introducing... Craig David to minialbum stworzony przez brytyjskiego piosenkarza R&B Craiga Davida i wydany 10 maja 2008 roku przez wytwórnię Teacup. Wydawnictwo zawiera pięć utworów, pochodzących z poprzednich albumów artysty: Slicker Than Your Average, The Story Goes... i Trust Me.

## Lista utworów
iTunes:
| Nr | Tytuł utworu                                     | Długość |
| -- | ------------------------------------------------ | ------- |
| 1. | „Slicker Than Your Average”                      | 5:59    |
| 2. | „Johnny”                                         | 4:21    |
| 3. | „Hot Stuff (Let's Dance)”                        | 3:39    |
| 4. | „Officially Yours” (Kardinal Beats Downbeat Mix) | 3:12    |
| 5. | „Awkward”                                        | 3:35    |
|    |                                                  | 20:46   |